# Rafael Fernández Reyes
Rafael Fernández Reyes (11 de marzo de 1897-c. 1964) fue un militar y esgrimista chileno. Ejerció como comandante en jefe del Ejército de Chile entre 1950 y 1952. Como esgrimista, compitió en los Juegos Olímpicos de París 1924.

## Carrera militar
Ingresó a la Escuela Militar del Libertador Bernardo O'Higgins en 1912 como cadete, y egresó en 1916 como teniente segundo de Artillería. Fue destinado al Regimiento de Artillería Tacna, en Santiago, y posteriormente en el grupo de Artillería n.º 4 General Sotomayor.
Fue profesor de dibujo topográfico en la Escuela Militar en 1925, con el grado de capitán. Al año siguiente regresó al Regimiento Tacna e inició sus estudios en la Academia de Guerra. Regresó a la Escuela Militar en 1933, ya como mayor, para ejercer como secretario de estudios y más tarde como subdirector de la Escuela.
En 1935 ejerció labores en el Estado Mayor General del Ejército de Chile, y en 1939 fue nombrado director de Reclutamiento y Tiro Nacional. Al año siguiente asumió como director de la Escuela de Artillería. También se desempeñó como adicto militar en Brasil (1943) y Estados Unidos (1948). Así mismo fue comandante de las guarniciones de Valparaíso y Santiago.
Fue designado comandante en Jefe del Ejército de Chile el 9 de enero de 1950, cargo que ocupó hasta su retiro el 28 de octubre de 1952. Durante su gestión se firmó el Pacto de Ayuda Militar (PAM) con los Estados Unidos.

## Carrera deportiva
En 1924 fue campeón de Chile en la especialidad de sable. Ese mismo año participó, representando a Chile y al Ejército, en los Juegos Olímpicos realizados en la ciudad de París, Francia. Fernández fue el primer chileno que compitió en esta disciplina a nivel olímpico.